# Наташа Найс
Ната́ша Найс (англ. Natasha Nice; нар. 28 червня 1988, Фонтене-су-Буа, Франція) — американська фотомодель, порноакторка.

## Життєпис
У 1991 році її батьки переїхали в Лос-Анджелес, штат Каліфорнія. Закінчила приватну школу в Голлівуді, де також працювала в бургер-барі.
Після цього потрапила в порноіндустрію (в 2006, у 18 років), і відтоді знялась в 131 фільмі.
У червні 2009 року Наташа Найс і п'ять інших людей (в тому числі Клер Дамес) були заарештовані і ув'язнені за звинуваченням у непристойній поведінці в громадських місцях.

## Нагороди та номінації
| Рік  | Премія    | Номінація                         | Фільм                 | Результат |
| ---- | --------- | --------------------------------- | --------------------- | --------- |
| 2008 | AVN Award | Найкраща нова зірочка             |                       | номінація |
| 2008 | AVN Award | Найкраща POV сексуальна сцена     | POV Fantasy 7         | номінація |
| 2011 | AVN Award | Найнепристойніша сексуальна сцена | Rocco's Bitch Party 2 | номінація |